# The Staircase (Mystery)
The Staircase (Mystery) è il secondo singolo del gruppo musicale inglese Siouxsie and the Banshees, pubblicato il 23 marzo 1979.

## Il singolo
La canzone è stata scritta da Siouxsie Sioux, John McKay, Steven Severin e Kenny Morris e prodotta in 7" da Nils Stevenson.
È diventata la seconda top 40 su due della band, raggiungendo la ventiquattresima posizione nelle classifiche inglesi.
Il Melody Maker ha elogiato il singolo e scritto: "The Staircase non ha niente del potenziale commerciale o l'immediatezza di Hong Kong Garden, ma comunque si tratta di una grande canzone. Una melodia sinistra quasi ipnotica, dominata dalla voce poco ortodossa di Siouxsie - cresce e matura con ogni suono".

### Video
Il video si apre con una cupola musicale animata da due figure danzanti, prima che conduce alla performance della band in piedi. Durante il passaggio strumentale centrale c'è una scena in cui un uomo cade giù dalle scale. Questa sezione è stata ispirata da una scena della versione originale di Psyco di Hitchcock, dove il detective privato Arbogast viene ucciso sulle scale di casa della famiglia Bates. Il video si conclude con Siouxsie che goffamente suona un pianoforte a coda colpendolo.

### Versioni
- 23 marzo 1979 – Siouxsie and the Banshees, The Staircase (Mistery), 45gg, Polydor 2059 089, Regno Unito[3]. Questa versione è pubblicata come singolo con la cover di 20th Century Boy dei T. Rex come lato B. Non fa parte dell'album The Scream ma è stata inclusa nella raccolta Once Upon a Time: The Singles del 1981 e nella versione rimasterizzata di The Scream uscita nel 2005.

## Tracce
Lato A
1. The Staircase (Mystery) - 3:06 (testo: Sioux - musica: Sioux, McKay, Severin, Morris)

Lato B
1. 20th Century Boy - 1:57 (Bolan)

## Formazione
- Siouxsie Sioux – voce, pianoforte
- John McKay – chitarra
- Steven Severin – basso
- Kenny Morris – batteria, percussioni